# Hakiulus orthodox
Hakiulus orthodox är en mångfotingart som beskrevs av Chamberlin 1940. Hakiulus orthodox ingår i släktet Hakiulus och familjen Parajulidae. Inga underarter finns listade i Catalogue of Life.